# Marcus Fredrik Bang
Marcus Fredrik Bang (født 14. august 1711 i Næstved, død 15. juni 1789 i Trondheim) var biskop i Nidaros bispedømme 1773–1787.
Marcus Fredrik Bangs far Carsten Nielsen Bang, var Degn, moderen var født Pahl. Marcus Fredrik Bang deponerede fra Ribe Katedralskole 1733, Exam. theol. 1737, var derpå en tid lærer ved Waisenhuset i København, blev 1739 hospitalspræst i Trondheim. 1769 blev han succederende stiftsprovst og sognepræst til domkirken i Trondheim og tiltrådte dette embede 1771. I marts 1773 blev han udnævnt til biskop i Ribe, men frabad sig dette embede, fik samme år biskops titel og rang og blev efter Johan Ernst Gunnerus’ død 25. september 1773 udnævnt til hans eftermand på Trondheims bispestol. Han tog afsked i november 1787.
Som prædikant må han have haft betydelige gaver, når Johan Nordahl Brun tog ham til Münster, og hans udgivne epistel-prædikener vidne om, at han var en grundig teolog af den gamle orthodoxe skole. Skjønt han først i en fremskreden alder blev biskop, så han sig dog i stand til at visitere Nordland 1775. Siden holdt han sig ved ivrig brevvexling med de nordlandske og finnmarkske præster vel underrettet om forholdene der oppe og kunde således give nøjagtige indberetninger. Ved giftermål var han bleven formuende, og han roses som en meget godgjørende mand.
Marcus Fredrik Bang var gift 1. gang 1740 med Anna Lisbeth Schønning fra Ribe (-1744), 2. gang 1744 med biskop Eiler Hagerups datter Ellen Susanna Hagerup (1721- 1747), 3. gang 1752 med Mette Margarethe Volqvartz (-1756), datter af købmand i Trondheim Carsten Volqvartz og Maria Treschow. Marcus Fredrik Bang havde tre børn i sit første og tre i sit sidste ægteskab. Efter Datteren Christiane Bang (død 1782), gift med biskop Dr. Ole Irgens (1724–1803) , og sønnen generalmajor Carsten Gerhard Bang (1756-1826), er der en store efterslægt.

## Eksterne lenker
- Dansk biografisk Lexikon